# Chesterfield (Carolina del Sud)
Chesterfield és una població dels Estats Units a l'estat de Carolina del Sud. Segons el cens del 2000 tenia 1.318 habitants.

## Demografia
Segons el cens del 2000, Chesterfield tenia 1.318 habitants, 597 habitatges i 358 famílies. La densitat de població era de 147,9 habitants/km².
Dels 597 habitatges en un 28,1% hi vivien nens de menys de 18 anys, en un 38,5% hi vivien parelles casades, en un 19,8% dones solteres, i en un 39,9% no eren unitats familiars. En el 37,2% dels habitatges hi vivien persones soles el 17,8% de les quals corresponia a persones de 65 anys o més que vivien soles. El nombre mitjà de persones vivint en cada habitatge era de 2,19 i el nombre mitjà de persones que vivien en cada família era de 2,86.
Per edats la població es repartia de la següent manera: un 23,2% tenia menys de 18 anys, un 7,7% entre 18 i 24, un 25,7% entre 25 i 44, un 24,9% de 45 a 60 i un 18,5% 65 anys o més.
L'edat mediana era de 41 anys. Per cada 100 dones de 18 o més anys hi havia 73 homes.
La renda mediana per habitatge era de 25.833 $ i la renda mediana per família de 36.806 $. Els homes tenien una renda mediana de 31.488 $ mentre que les dones 20.625 $. La renda per capita de la població era de 16.481 $. Entorn del 19,7% de les famílies i el 23,7% de la població estaven per davall del llindar de pobresa.

## Poblacions més properes
El següent diagrama mostra les poblacions més properes.